# Número de enrutamiento de ABA

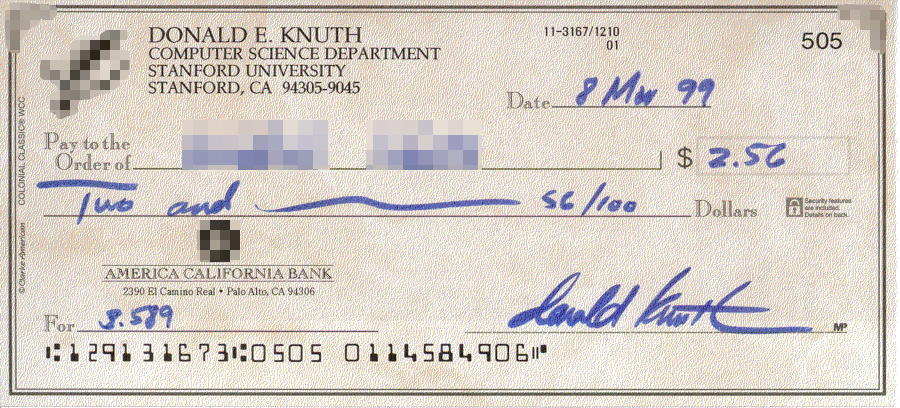
Un cheque que muestra la forma de la fracción (de arriba a la derecha, 11 -3167/1210 más la sucursal número 01) y el formulario MICR (abajo a la izquierda, 129131673) del número de tránsito.

Un Número de Enrutamiento de ABA (ABA RTN) es un código de nueve dígitos, usado en los Estados Unidos, que aparece en la parte inferior de los instrumentos negociables, tales como cheques para identificar la institución financiera en la cual fue girado. El RTF de ABA fue originalmente diseñado para facilitar la clasificación, empaquetado y envío de cheques de papel a la cuenta del cajón (escritor de cheques). Los nuevos métodos de pago fueron desarrollados (ACH y Wire), el sistema se amplió para acomodar estos métodos de pago.
El RTN de ABA es necesario para que los Bancos de la Reserva Federal procesen transferencias de fondos de Fedwire y por la Cámara de Compensación Automatizada para dirigir depósitos, pagos de facturas y otras transferencias automatizadas.
El sistema RTN de ABA fue desarrollado en 1910 por la American Bankers Association (ABA).